# Алексеевы (купцы)

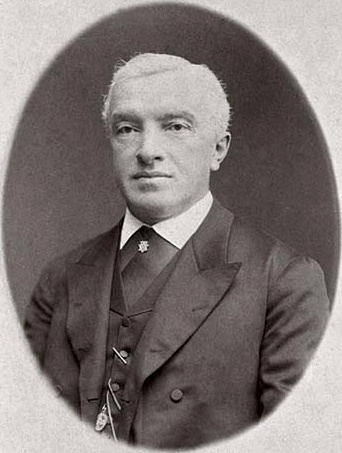
Сергей Владимирович Алексеев

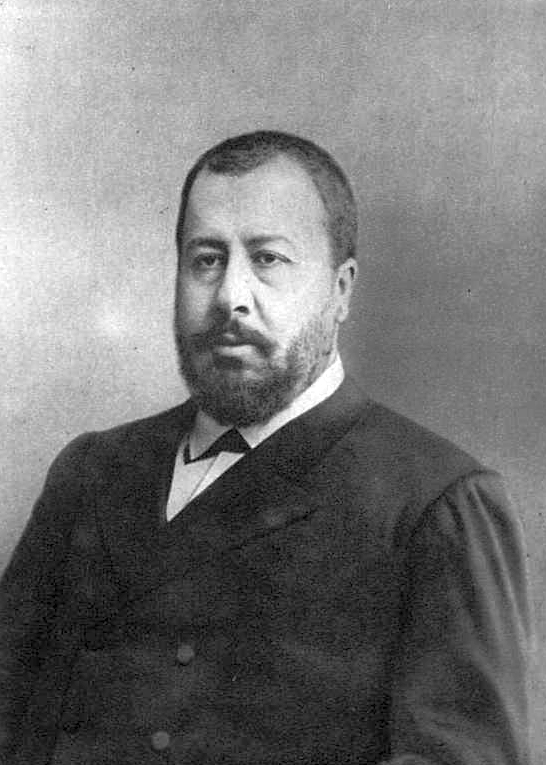
Николай Александрович Алексеев

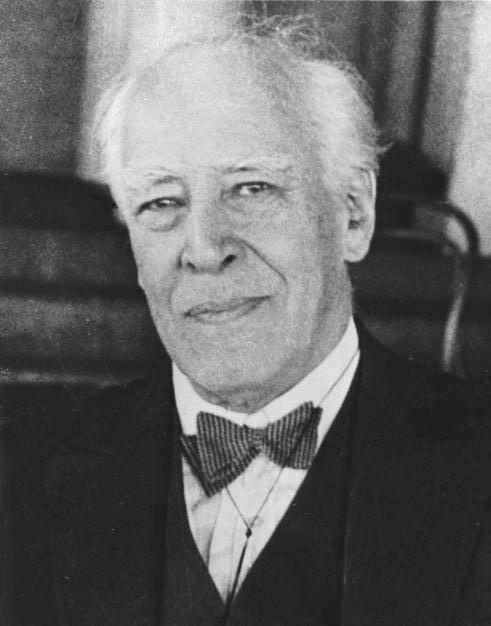
Константин Сергеевич Станиславский

Алексеевы — семья российских предпринимателей XVIII — начала XX вв.

## Историческая справка
Происходят из крестьян сельца Добродеева Ярославской губернии, принадлежавшего Наталье Никифоровне Ивановой. Предок их, Алексей Петрович (1724—1775), был женат на дочери конюха графа П. Б. Шереметева. Получив вольную, в 1746 году приехал в Москву и был причислен к московскому купечеству.
Его сын, Семён Алексеевич (1751—1823), купец 2-й, а затем 1-й гильдии, коммерции советник; в 1785 году открыл производство золотой и серебряной канители. У Семёна Алексеевича было три сына: Владимир, Пётр и Василий Семёновичи. От них пошли различные ветви этой многочисленной семьи.
Владимир Семёнович (1795—1862) значительно расширил семейное дело. Кроме золотоканительного производства, стал заниматься закупками шерсти и перепродажей её на суконные фабрики Центрального экономического района России, основал товарищество «Владимир Алексеев».
Алексеевым принадлежали хлопкоочистительные заводы и шерстомойни. Было и огромное овцеводство и коневодство. Им принадлежит заслуга перенесения мериносовского овцеводства из Донской области в Сибирь. Частично им принадлежала и золотоканительная фабрика — позднее кабельный завод, где директором был К. С. Станиславский.
Фирму унаследовали Александр Владимирович и его брат Сергей Владимирович (1836—1893), коммерции-советник, потомственный почётный гражданин, старшина Московского купеческого общества, член Московского отделения Совета торговли и мануфактур. Занимался благотворительной деятельностью: попечитель Солодовниковской богадельни, почётный смотритель Солодовниковского училища, участвовал в постройке Александровской больницы (1886).
В число владельцев и руководителей фирмы также входили: Николай Александрович (1852—1893), директор товарищества «Владимир Алексеев», один из основателей, директор и казначей Московского отделения Русского музыкального общества, в 1885—1893 — московской городской голова; Владимир Сергеевич (1861—1938), директор товарищества «Владимир Алексеев», товарищества Даниловской камвольной мануфактуры; Константин Сергеевич (Станиславский).
Брат его, Борис Сергеевич, играл в Обществе искусства и литературы.
Из сестёр: Мария Сергеевна Оленина-Лонг — певица; Анна Сергеевна Штекер выступала на сцене Художественного театра под фамилией Алеева; Зинаида Сергеевна Соколова была также артисткой.
Александр Семенович Алексеев был профессором и деканом юридического факультета Московского университета. Студенты сохранили о нём память как о просвещённом и приятном человеке, пользовавшемся общей любовью и большим уважением.
Сын его, Григорий Александрович, был ближайшим помощником князя Г. Е. Львова по Земскому союзу.
Семья Алексеевых состояла в родстве со многими известными купеческими фамилиями (Мамонтовыми, Поленовыми, Вишняковыми и др.), поддерживали тесные отношения с деятелями культуры.